# Guarnição Militar de Estocolmo
A Guarnição Militar de Estocolmo (em sueco Stockholms garnison) é uma organização guarda-chuva das unidades militares das Forças Armadas da Suécia estacionadas na cidade de Estocolmo.

Compreende o Quartel General, o Centro de Logística das Forças Armadas e a Academia Militar de Karlberg.